# Margaret Ménégoz
Margaret Ménégoz (* 21. April 1941 in Budapest als Margaret Katarina Baranyai; † 7. August 2024 in Montpellier) war eine französische Filmproduzentin und Verleiherin.

## Biografie
Ménégoz produzierte ab 1975 mit der im Jahr 1962 von Barbet Schroeder und Éric Rohmer gegründeten Firma Les Films du Losange zahlreiche Filme, darunter auch Filme deutscher Autoren wie Der amerikanische Freund von Wim Wenders (Koproduktion mit Road Movies – Deutschland, 1977 im Wettbewerb beim Festival de Cannes), Chinesisches Roulette von Rainer Werner Fassbinder (Koproduktion mit Albatros – Deutschland, 1977), Eine Liebe von Swann von Volker Schlöndorff (Koproduktion mit Bioskop, 1983), Flügel und Fesseln von Helma Sanders (Koproduktion mit dem Literarischen Colloquium Berlin, 1984).
Für den österreichischen Regisseur Michael Haneke produzierte sie Wolfzeit (2003 außer Konkurrenz beim Festival de Cannes), Caché (2005 im Wettbewerb des Festival de Cannes), Liebe (gewann 2012 die Goldene Palme in Cannes) und Happy End (2017 im Wettbewerb um die Goldene Palme in Cannes).
Zahlreiche ihrer Produktionen wurden mit Preisen ausgezeichnet. Sie erhielt 1975 den Prix spécial der Jury beim Festival de Cannes für Die Marquise von O. von Éric Rohmer, 1982 auf der Berlinale einen Goldenen Bären für Pauline am Strand von Éric Rohmer, 1986 einen Goldenen Löwen beim Festival in Venedig für Das grüne Leuchten von Éric Rohmer, 1990 einen Golden Globe für den besten Film für Hitlerjunge Salomon von Agnieszka Holland. 1990 beim 40. Internationalen Filmfestival in Berlin und 1991 beim Festival in Cannes war sie Mitglied der Jury.
Margaret Ménégoz war von 2003 bis 2009 Präsidentin von Unifrance. Ab 2003 war sie Präsidentin des Vereins Das deutsch-französische Filmtreffen. Sie war Mitglied der Deutsch-französischen Filmakademie, der Association des exportateurs de films, des Conseil d’Administration de la Cinémathèque française und Mitglied des Haut Conseil Culturel franco-allemand. Im Oktober 2012 wurde sie zusammen mit Haneke zum Offizier der französischen Ehrenlegion ernannt.

## Filmografie (Auswahl)
- 1976: Goldflocken
- 1977: Der amerikanische Freund
- 1978: Die Waldläufer (Passe-montagne)
- 1981: An der Nordbrücke (Le pont du nord)
- 1981: Die Frau des Fliegers oder Man kann nicht an nichts denken (La femme de l‘aviateur)
- 1981: Die Kameliendame (La storia vera della signora dalle camelie)
- 1982: Die schöne Hochzeit (Le beau mariage)
- 1983: Danton
- 1983: Grausames Spiel (Un jeu brutal)
- 1983: Heller Wahn
- 1983: Liberty belle
- 1983: Pauline am Strand (Pauline à la plage)
- 1984: Die Spieler (Tricheurs)
- 1984: Eine Liebe von Swann (Un amour de Swann)
- 1984: Flügel und Fesseln
- 1984: Vollmondnächte (Les nuits de la pleine lune)
- 1986: Das grüne Leuchten (Le Rayon vert)
- 1987: Der Freund meiner Freundin (L’ami de mon amie)
- 1988: Die Dämonen (Les possédés)
- 1988: Lärm und Wut (De bruit et de fureur)
- 1989: Weiße Hochzeit (Noce blanche)
- 1990: Frühlingserzählung (Conte de printemps)
- 1990: Hitlerjunge Salomon
- 1992: Wintermärchen (Conte d’hiver)
- 1993: Die Kindheit des Sonnenkönigs (Louis enfant roi)
- 1996: Der schöne Sommer
- 1996: Sommer (Conte d'été)
- 1998: Herbstgeschichte (Conte d'automne)
- 1998: Toulouse-Lautrec (Lautrec)
- 2000: Die Madonna der Mörder (La virgen de los sicarios)
- 2000: Zeit der Männer, Zeit der Frauen (La saison des hommes)
- 2003: Wolfzeit (Le temps du loup)
- 2003: Raja
- 2005: Caché
- 2008: La fabrique des sentiments
- 2008: Ein Augenblick Freiheit
- 2009: Das weiße Band – Eine deutsche Kindergeschichte
- 2010: Mit erhobenen Händen
- 2012: Liebe (Amour)
- 2013: Die andere Heimat – Chronik einer Sehnsucht
- 2015: Amnesia
- 2017: Happy End
- 2017: Le vénérable W.
- 2020: Undine